# Ingrid Desjours
Pour les articles homonymes, voir Desjours.
Ingrid Desjours, née en 1976, est une scénariste et femme de lettres française, auteure de thrillers et de romans pour adolescents.  

## Biographie
Cette écrivaine est diplômée en psychologie clinique et spécialisée en sexo-criminologie. 
Également scénariste, elle a d'abord débuté comme consultante en psychologie des personnages, puis a participé à l'écriture de deux épisodes de la série policière française R.I.S police scientifique avant de co-écrire l'adaptation de son roman Tout pour plaire, paru en 2014, en une mini série diffusée sur Arte en 2020 sous le titre Amour fou. 
Sous le pseudonyme Myra Eljundir, elle signe les séries pour la jeunesse Kaleb et Après Nous.
Depuis 2015, elle organise et anime des ateliers d'écriture et des masterclass pour tout niveau.

## Œuvre

### Romans signés Ingrid Desjours
- Écho, Plon (2009)  (ISBN 978-2-259-20888-8), réédition France Loisirs (2009)  (ISBN 978-2-298-02906-2)
- Potens, Plon, coll. « Nuit blanche » (2010)  (ISBN 978-2-259-21148-2), réédition France Loisirs (2011)  (ISBN 978-2-298-04379-2), réédition Pocket, coll. « Thriller » no 14646 (2011)  (ISBN 978-2-266-21319-6)
- Connexions, Plon, coll. « Nuit blanche » (2011)  (ISBN 978-2-259-21445-2), écrit sous la direction d'Ingrid Desjours en interactivité avec des internautes au cours de l'émission Au Field de la nuit
- Sa vie dans les yeux d'une poupée, Plon (2013)  (ISBN 978-2-259-21399-8), réédition Pocket, coll. « Thriller » no 15895 (2014)  (ISBN 978-2-266-24761-0)
- Tout pour plaire, Éditions Robert Laffont (2014)  (ISBN 978-2-221-14594-4), réédition Le Grand Livre du mois (2014)  (ISBN 978-2-286-11688-0), réédition France Loisirs (2015)  (ISBN 978-2-298-10253-6), réédition Pocket, coll. « Thriller » no 16421 (2015)  (ISBN 978-2-266-26212-5)
- Les Fauves, Éditions Robert Laffont, coll. « La Bête noire » (2015)  (ISBN 978-2-221-14595-1), réédition Pocket, coll. « Thriller » no 16690 (2016)  (ISBN 978-2-266-26898-1)
- La Prunelle de ses yeux, Éditions Robert Laffont, coll. « La Bête noire » (2016)  (ISBN 978-2-221-14596-8)

### Romans signés Myra Eljundir

#### SérieKaleb
- Kaleb, Éditions Robert Laffont, coll. « R » (2012)  (ISBN 978-2-221-12682-0)
- Kaleb II, Éditions Robert Laffont, coll. « R » (2013)  (ISBN 978-2-221-12683-7)
- Kaleb III, Éditions Robert Laffont, coll. « R » (2013)  (ISBN 978-2-221-12684-4)
- Après Nous, Tome I, Éditions Robert Laffont, coll. « R » (2016)  (ISBN 978-2221144572)

### Séries TV
- R.I.S, saison 7 (2003) TF1 : épisodes "Coup de feu" et "Ascension fatale"
- Amour fou (2020) Arte : mini-série en trois épisodes adaptée de son roman Tout pour plaire
- Hortense (2020), France 2 : adaptation du roman éponyme de Jacques Expert
- Cassandre (2022) de Jérôme Portheault, saison 7 épisode 1 : Beauté éternelle avec Marc-Antoine Laurent

### Prix et distinctions
- Festival de Luchon (2020) - Pyrénées d'or de la meilleure série - Prix du meilleur scénario - Prix de la meilleure interprétation féminine pour Clotilde Hesme dans Amour fou.